# Konventionen om invaliditetsförsäkring vid jordbruksarbete
Konventionen om invaliditetsförsäkring vid jordbruksarbete (ILO:s konvention nr 38 angående invaliditetsförsäkring vid jordbruksarbete, Invalidity Insurance (Agriculture) Convention) är en konvention som antogs av Internationella arbetsorganisationen (ILO) den 29 juni 1933 i Genève. Konventionen ställer krav på medlemsstaterna att tillhandahålla försäkringar för funktionsnedsatta personer inom jordbruket. Konventionen består av 31 artiklar.

## Ratificering
Konventionen har ratificerats av 11 stater.